# Jan-Olov Andersson (recensent)
Jan-Olov Andersson, född 1955 i Slaka församling, Kärna landskommun, är en svensk filmrecensent och krönikör som arbetar på Aftonbladet. Han har även gjort en liten roll i filmen Nattbuss 807 (1997).